# 1973년 일본 프로 야구 재편 문제
1973년 일본 프로 야구 재편 문제는 일본 프로 야구 구단인 닛타쿠홈 플라이어스(현재의 홋카이도 닛폰햄 파이터스)의 구단주 니시무라 아키요시가 단일 리그제 전환을 골자로 한 롯데 오리온스(현재의 지바 롯데 마린스)와의 합병 의사를 유출한 것으로 시작한 소동이다.

## 당시 퍼시픽 리그의 상황
1970년대 초반, 퍼시픽 리그는 어려운 상황에 놓여 있었다. 요미우리 자이언츠가 ‘V9’으로 대표되는 황금기를 구가하고 있던 일이나 검은 안개 사건의 영향으로 관객 수는 감소했으며 센트럴 리그에 크게 뒤떨어지고 있었다. 1972년의 경기당 관중 수가 센트럴 리그는 약 15,900명 근처를 맴돌고 있었지만 퍼시픽 리그는 약 6,400명으로 센트럴 리그의 약 40%밖에 모이지 않았다.

이런 분위기가 계속된 가운데 1972년 말 니시테쓰 라이온스가 주식회사였던 후쿠오카 야구 주식회사에 구단을 양도하고 ‘다이헤이요 클럽 라이온스’로 바뀌었으며 한때 펩시코가 매수를 추진했으나 이런저런 사정 때문에 좌절됐고  도에이 플라이어스도 닛타쿠홈에 양도하면서 ‘닛타쿠홈 플라이어스’로 거듭났으며 파이오니아가 도에이 구단 인수 물망에 거론됐지만  구단 가질 필요 없다고 결론내렸으며 이 무렵  롯데 오리온즈 나카무라 나가요시 오너가 다이헤이요 클럽 라이온즈로 이적했다.
한편,  롯데 오리온즈는 1971년 11월 다이에이의 도산의 영향을 받아 본거지였던 도쿄 스타디움이 1972년 말에 폐쇄되었으며 다음 해인 1973년부터는 본사를 잠정적으로 미야기 구장(현재의 클리넥스 스타디움 미야기=도호쿠 라쿠텐 골든이글스의 홈구장)에 두고 각지를 전전하면서 공식전을 주최하지 않으면 안되는 상황에 빠졌다(이 당시 롯데는 집시 롯데 참조).
아울러, 롯데 오리온즈 나카무라 나가요시 오너는 1971년 12월 24일 볼티모어 오리올스와 제휴한 미국 마이너리그팀 로다이 오리올즈(구 로다이 파드레스)의 경영권을 인수했고 이 과정에서 '로다이 오리온즈'로 팀명이 바뀌었다.
그 후, 나카무라 나가요시 오너가 1972년 시즌 뒤 다이헤이요 클럽 라이온즈로 이적하자 팀명도 '로다이 라이온즈'로 바뀌었지만  나카무라 오너가 1974년 경영을 포기하여 '로다이 오리올즈'로 돌아왔고 볼티모어 오리올스는 1976년까지 로다이와 제휴했다.

## 1973년 시즌
1973년 퍼시픽 리그는 인기 회복의 수단으로 전·후기제를 도입하고 분기 별 우승팀이 다를 경우에는 5전 3선승제의 플레이오프 제도라는 새로운 제도를 도입하게 되었다.
전기 시즌에는 다이헤이요가 먼저 개막 5연승으로 선두에 섰으나 개막 4연패를 당한 롯데가 6월 중순까지 선두에 올랐고 그 다음을 난카이 호크스가 차지하고 있었다. 난카이가 전기 시즌을 마치는 시점에서 롯데에 1.5경기 차이로 2위를 기록하고 있었는데 마지막 3연전에서 전승하면 순위가 역전되어 난카이가 전기 우승하는 상황이 되었다. 결과는 롯데가 2차전에 패하면서 전기 우승은 난카이에게 넘어갔고, 전기 시즌은 이 혼전 속에 경기당 약 14,600명을 모았다. 그러나 후기는 한큐 브레이브스의 독주로 인해 경기당 관중 수는 약 8,100명으로 줄었다.
그래도 연간 통산 1경기 당 1만 명 이상 모았지만 센트럴 리그에서 엄청난 혼전이 펼쳐지며 ‘컵 속의 작은 폭풍’에 불과했다. 게다가 플레이오프는 난카이가 우승했지만 평균 입장객 수는 3만 명이 안 되었고 그 난카이도 일본 시리즈에서 요미우리에게 1승 4패의 성적을 기록하여 우승 달성에는 실패했다. 그리하여 1973년 퍼시픽 리그는 센트럴 리그보다 불우한 환경에 놓였었다.

## 합병 계획
닛타쿠의 오너였던 니시무라 아키요시는 이 현상을 보고 “퍼시픽 리그에 미래는 없다”고 판단하고 롯데와의 합병과 단일 리그 전환 계획을 밝혔다. 닛타쿠가 7색 유니폼을 채택해 화제를 불렀지만, 전·후기 통산 5위의 침체를 겪었다. 롯데도 오너인 신격호(시게미쓰 다케오)가 경영에 관심이 없다고 보았고 간토 권에서 정상적으로 경기를 하고 싶다는 의사를 밝혀 양 구단의 합병에는 서로 공존하여 서명도 시간 문제인 것처럼 보였다.
한편, 퍼시픽 리그에서도 새로운 합병이 모색되었다. 간사이의 스포츠 신문은 난카이와 긴테쓰 버펄로스의 합병이나 10구단 단일 리그 체제로의 이행을 앞질러 보도, 또는 닛타쿠와 롯데의 합병이 시간 문제가 되고 있다고 보도해 퍼시픽 리그는 생존의 위기를 맞이했다.

## 합병 결렬, 종식
그러나 1969년부터 1970년까지 2년간 롯데 오리온스의 오너로 활동하였던 나가타 마사이치는 (니시무라 아키요시가 제안하였던) 1리그 8구단으로 하자는 구단주 회의에서 "아니다, 일본 시리즈를 생각한다면 양방의 리그 제도가 낫다. 허나, 모두들이 쿄진(요미우리 자이언츠)과 함께하게 된다." 라고 말하였으며, "그래서 가위바위보로 이긴 자가 센트럴으로도 퍼시픽으로도 원하는 쪽을 택하자"라고 발언하였다. 또, 그에 따른 발언에 의하여 신격호가 합병을 인정하지 않아 합병의 가능성이 후퇴하였다. 그 이후로 합병이 파담으로 돌변되며, 롯데는 협약상의 연고지를 잠정적으로 도쿄에서 미야기현으로 이전하였고 닛타쿠도 닛폰햄에 구단을 양도하면서 이 소동이 종식하였다. 이렇게 단일 리그 문제는 해결되어 1974년을 맞이하게 되지만 퍼시픽 리그는 지명 타자 제도를 도입하면서 센트럴 리그와 차별화를 도모하는 등 시행 착오를 반복하였다. 본격적으로 인기가 높아지는 것은 1980년대 후반부터였다.
그리고 약 30년이 지난 2004년에 오릭스 블루웨이브와 오사카 긴테쓰 버펄로스에 대한 프로 야구 재편 문제가 발발하였다.

## 같이 보기
- 1949년 일본 프로 야구 재편 문제
- 2004년 일본 프로 야구 재편 문제
- 푸즈푸즈 - TV 게임 패미스타 시리즈에 등장하였던 롯데와 닛폰햄의 혼성 팀